# Ornithospila insularis
Ornithospila insularis är en fjärilsart som beskrevs av Louis Beethoven Prout 1916. Ornithospila insularis ingår i släktet Ornithospila och familjen mätare. Inga underarter finns listade i Catalogue of Life.